# Stawr i Gawr
Stawr i Gawr – w wierzeniach białoruskich dwa ulubione psy księcia Boja, który po ich śmierci ustanowił ich kult. Na grobie psów miano składać ofiary z napoju oraz jadła i organizować całodzienną ucztę, podczas której wzywano psy po imieniu. Od praktyk tych wywodzono nazwę święta Stawruskie Dziady (zob. dziady (zwyczaj)).